# Пришиб (Луганская область)
Пришиб (укр. Пришиб) — село, относится к Славяносербскому району Луганской области Украины. Де факто — с 2014 года населённый пункт контролируется самопровозглашённой Луганской Народной Республикой.

## География
Посёлок расположен на правом берегу реки Северского Донца. К северу от населённого пункта, по руслу Северского Донца, проходит линия разграничения сил в Донбассе (см. Второе минское соглашение). Соседние населённые пункты: сёла Сокольники и Знаменка (выше по течению Северского Донца) на западе, Смелое на юге, Красный Лиман и посёлок Славяносербск (оба ниже по течению Северского Донца) на юго-востоке.

## Общие сведения
Занимает площадь 1,682 км². Почтовый индекс — 93704. Телефонный код — 6473. Код КОАТУУ — 4424555105.

## Население
Население по переписи 2001 года составляло 443 человека.

## Известные уроженцы
- Усенко, Матвей Алексеевич — Герой Советского Союза.

## Местный совет
93700, Луганская обл., Славяносербский р-н, пгт. Славяносербск, ул. Горького, 86